# Religiões iranianas

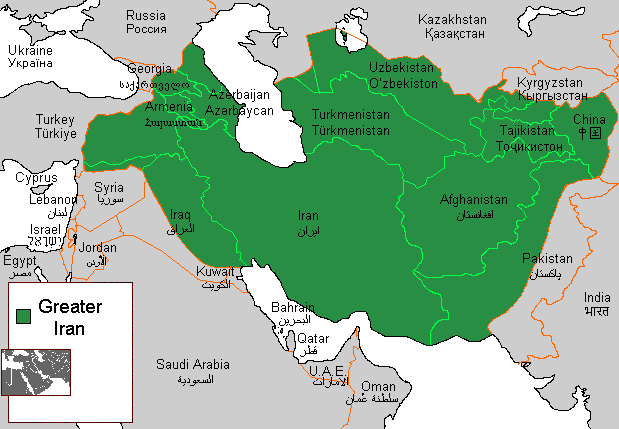
Mapa do Grande Irã

As religiões iranianas são aquelas que se originaram na área do Grande Irã isto é, entre falantes de diferentes línguas iranianas como por exemplo o zoroastrismo e o maniqueísmo.

## Descrição
As crenças, atividades e eventos culturais dos antigos iranianos no antigo Irã são questões complexas. Os antigos iranianos fizeram referências a uma combinação de várias tribos arianas e não arianas. Os arianos, ou antigos iranianos, adoravam elementos naturais como o sol, a luz do sol e o trovão, mas acabaram voltando sua atenção principalmente para um único deus, embora reconhecendo outros. O antigo profeta iraniano, Zoroastro, reformou as crenças religiosas iranianas em uma forma de henoteísmo. Os Gatas, hinos do Avestá de Zoroastro, trouxeram ideias monoteístas para a Pérsia, enquanto através dos Iastes e Iasna, são feitas menções ao politeísmo e credos anteriores. Os Vedas e o Avestá têm servido aos pesquisadores como recursos importantes na descoberta das primeiras crenças e ideias arianas.